# Нікулін Сергій Миколайович
Сергій Миколайович Нікулін (рос. Сергей Николаевич Никулин, нар. 1 січня 1951, Душанбе) — радянський футболіст, що грав на позиції захисника.
Насамперед відомий виступами за клуб «Динамо» (Москва), а також національну збірну СРСР.

## Клубна кар'єра
У дорослому футболі дебютував 1971 року виступами за команду клубу «Динамо» (Москва), в якій провів тринадцять сезонів, взявши участь у 280 матчах чемпіонату. Більшість часу, проведеного у складі московського «Динамо», був основним гравцем захисту команди.
Завершив професійну ігрову кар'єру у нижчоліговому клубі «Динамо» (Кашира), за команду якого виступав протягом 1984 року.

## Виступи за збірну
1974 року дебютував в офіційних матчах у складі національної збірної СРСР. Протягом кар'єри у національній команді, яка тривала 6 років, провів у формі головної команди країни лише 3 матчі.
| Дата       | Місто  | Господарі | Результат | Гості   | Турнір            | Голи | Примітки |
| ---------- | ------ | --------- | --------- | ------- | ----------------- | ---- | -------- |
| 23/05/1974 | Дублін | Ірландія  | 3 – 0     | СРСР    | Відбір до ЧЄ 1976 | -    |          |
| 23/05/1979 | Афіни  | Греція    | 1 – 0     | СРСР    | Відбір до ЧЄ 1980 | -    |          |
| 23/05/1979 | Москва | СРСР      | 3 – 1     | Румунія | товариський матч  | -    |          |
| Усього     |        | Матчів    | 3         |         | Голів             | 0    |          |

## Титули і досягнення
- Чемпіон СРСР: 1976
- Володар Кубка СРСР: 1977
- Бронзовий олімпійський призер: 1980